# Andrea Carlo Ferrari

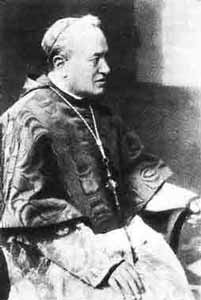
Andrea Carlo Ferrari

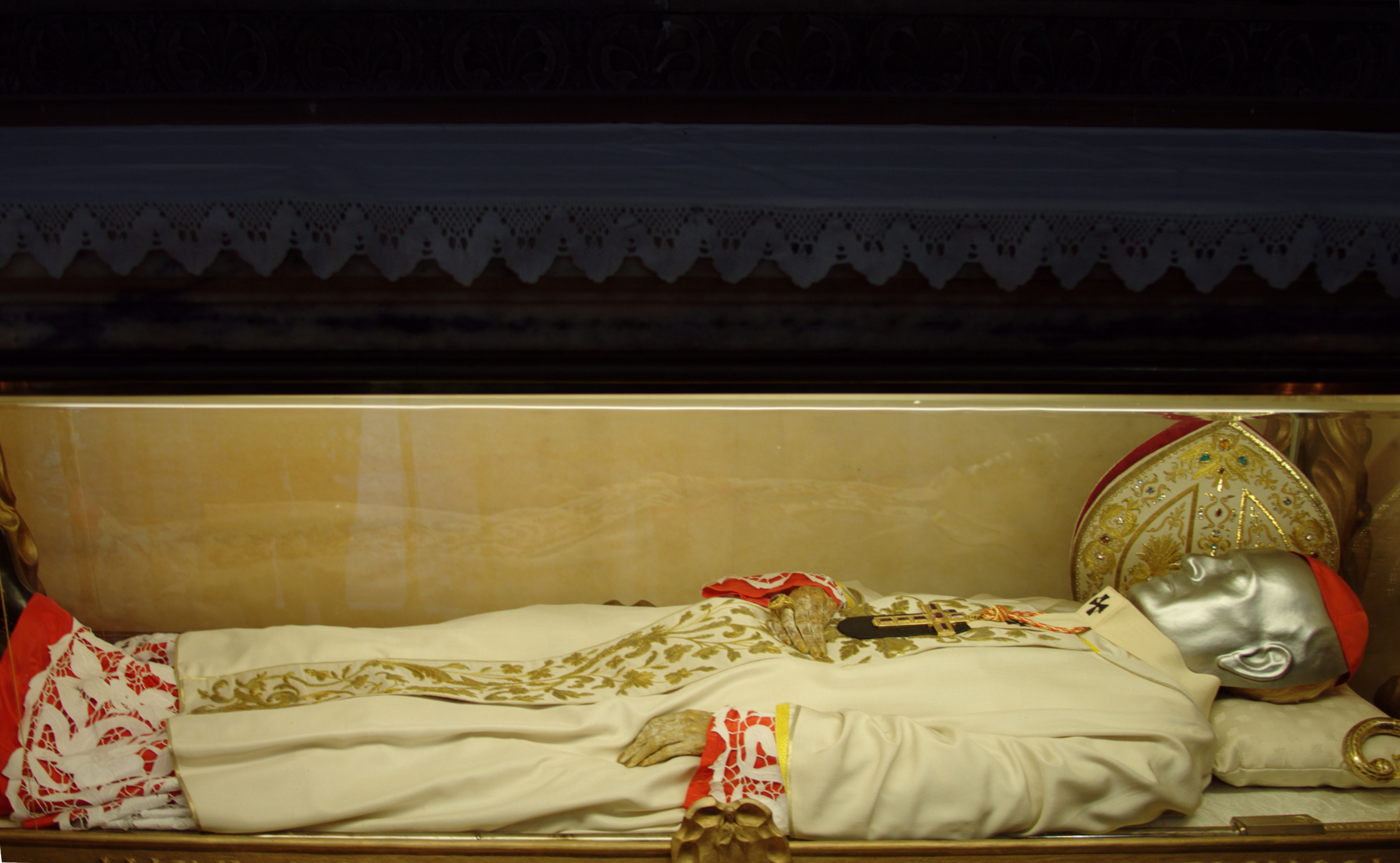
Gezegend in Milaan

Andrea Carlo Ferrari (Lalatta, 13 augustus 1850 – Milaan, 2 februari 1921) was aartsbisschop van Milaan en kardinaal-priester van de Rooms-Katholieke Kerk. De naam “Carlo” nam Ferrari aan bij zijn wijding tot aartsbisschop ter ere van zijn vroegere voorganger, de heilige Carolus Borromeüs.

## Bisschop
Andrea werd geboren als zoon van Giuseppe Ferrari, een agrariër, en Maddalena Longarini. Na een studie aan het seminarie van Parma, werd hij op 20 december 1873 tot priester gewijd. Naast zijn priesterschap gaf Andrea ook les (wis- en natuurkunde) aan het seminarie te Parma, waarvan hij in 1875 conrector werd, gevolgd door zijn aanstelling tot rector in 1877. Vanaf 1878 gaf hij onder meer les in kerkgeschiedenis en moraaltheologie.
Na zijn wijding tot bisschop van Guastalla op 29 juni 1890, werd hij een jaar later overgeplaatst naar het bisdom Como. In 1894 volgde zijn aanstelling tot aartsbisschop van Milaan en de wijding tot kardinaal-priester met de titelkerk Santa Anastasia te Rome.
Tijdens zijn episcopaat zou Andrea, in navolging van zijn een van zijn voorgangers Carolus Borromeüs (1538-1584), tot viermaal toe een bezoek brengen aan alle parochies binnen zijn aartsbisdom. Als bisschop gaf hij de opdracht voor de verfraaiing en verbetering van de kathedraal van Milaan. Ook nam hij samen met anderen het initiatief tot de oprichting van de katholieke universiteit, Università Cattolica del Sacro Cuore, in Milaan, waarvan hij de statuten op zijn sterfbed nog goedkeurde.
Hoewel Andrea een belangrijke rol speelde binnen de katholieke kerk (Ferrari werd bij het conclaaf van 1903 als een van de potentiële opvolgers van Leo XIII genoemd) kwam hij in conflict met paus Pius X, die meende dat hij aanhanger was van het modernisme. Hoewel Andrea dit bestreed, wakkerde hij het conflict aan door in een pastorale brief (1908) te stellen dat sommige tegenstanders van het modernisme net zo slecht waren als de voorstanders ervan: “Deze antimodernistische ijveraars ontdekken het modernisme overal, en slagen er zelfs in om mensen te verdenken, die er ver verwijderd van zijn.” Pas aan het einde van zijn pontificaat zou Pius X toegegeven hebben dat hij zich waarschijnlijk vergist had.

## Ratti en Roncalli
Twee opmerkelijke namen in relatie tot Andrea Ferrari zijn die van de kardinalen Achille Ratti en Angelo Roncalli, de latere pausen Pius XI en Johannes XXIII. Aan Ratti vertrouwde hij onder meer de opdracht toe om in het aartsbisdom Milaan het godsdienstonderwijs op openbare scholen opnieuw te introduceren, iets wat wettelijk verboden was. Na Andrea’s dood werd Ratti de nieuwe aartsbisschop van Milaan, zij het voor slechts zes maanden; in 1922 werd hij al gekozen tot paus.
Roncalli leerde Andrea kennen kort nadat hij tot priester werd gewijd. Ondanks het verschil in leeftijd zouden zij vrienden worden. In 1961 hield Roncalli (toen paus Johannes XXIII) een lofrede op het leven van Andrea Carlo Ferrari en in 1963 gaf hij de opdracht tot onderzoek voor de zaligverklaring van de kardinaal.
Op 2 februari 1921 overleed Andrea Carlo Ferrari aan de gevolgen van keelkanker. Hij werd begraven in de Virgo Potens kapel van de kathedraal in Milaan.

## Zaligverklaring
Op 10 mei 1987 werd Andrea zalig verklaard door paus Johannes Paulus II. De paus roemde hem om zijn rotsvaste geloof, zijn zorg om het welzijn van de armen en zijn tomeloze geduld, ondanks dat hij veel pijn leed.
- Bibliothèque nationale de France: cb12131040q (data)
- Gemeinsame Normdatei: 118639021
- International Standard Name Identifier: 0000 0000 6129 2888
- Library of Congress Control Number: n82040904
- Nationale bibliotheek van Australië: 50414782
- Nationale Bibliotheek van Israël: 987007521003805171
- Nederlandse Thesaurus van Auteursnamen: 314916113
- Réseau des bibliothèques de Suisse occidentale: 02-A003239212
- Istituto Centrale per il Catalogo Unico: LO1V143254
- Système universitaire de documentation: 029754925
- Trove: 1506949
- Virtual International Authority File: 64040524
- WorldCat: E39PBJdRrYVTcKvVr6QtKmWJjC